# Parafia Matki Bożej Fatimskiej w Ługach
Parafia Matki Bożej Fatimskiej w Ługach – jedna z 11 parafii dekanatu zwoleńskiego diecezji radomskiej.

## Historia
Drewniana tymczasowa kaplica zbudowana została w latach 1981–1982 z inicjatywy Stanisława Kopcińskiego jako wotum za cudowne ocalenie papieża Jana Pawła II z zamachu 13 maja 1981. Pierwsza Msza św. była sprawowana w Wielkanoc w 1982. Parafię erygował 1 maja 1983 bp. Edward Materski z wydzielonych wiosek parafii Zwoleń i Policzna. Kościół pw. Matki Bożej Fatimskiej, według projektu arch. Tadeusza Derlatki i konstr. Jerzego Giermakowskiego, zbudowany został w latach 1986–1994 staraniem ks. Janusza Sochy, a poświęcony 27 sierpnia 1995 przez bp. Edwarda Materskiego. Jest zbudowany z cegły czerwonej.

## Zasięg parafii
Do parafii należą wierni z miejscowości: Celestynów, Filipinów, Grabów nad Wisłą, Helenów, Łuczynów, Ługi, Michalin, Szczęście i Władysławów.

## Proboszczowie
- 1983–2000 – ks. Janusz Socha
- od 2000 – ks. Sylwester Górecki